# VfB Lützel
Maillots
Dernière mise à jour : 2 avril 2011.
Le VfB 1891 Lützel est un club sportif allemand localisé à dans le district de Lützel à Coblence en Rhénanie-Palatinat.

## Histoire
Le club fut fondé en août 1891 sous la dénomination de Turn Verein 1891 Coblenz-Lützel. La section football fut créée en 1919 et devint indépendante en 1923 sous le nom de VfB Lützel.
En 1941, le VfB Lützel accéda à la Gauliga Moselland. Il fut relégué après une saison.
En 1945, tous les clubs furent dissous par les Alliés (voir Directive n°23). Il fut rapidement reconstitué.
En 1951, le VfB Lützel fut retenu comme un des fondateurs de la 2. Oberliga Südwest, une ligue située au 2e niveau de la hiérarchie. Le club ne joua qu’une saison puis descendit en Amateurliga Rheinland.
En 1954, le club descendit encore d’un étage. Entre 1959 et 1963, le VfB Lützel Amateurliga Rheinland puis de nouveau en 1968.
En 1972, le VfB Lützel remporta la Coupe de Rhénanie-Palatinat en battant le SSV Mülheim (1-0) en finale. Deux ans plus tard, le club fuit relégué hors de l’Amateurliga Rheinland.
Par la suite, le club disparut dans les tréfonds de la hiérarchie.
En 2010-2011, la VfB Lützel évolue en Kreisliga D (Groupe III), soit au 11e niveau de la hiérarchie de la DFB.